# Tatjana Karamczakowa
Tatjana Aleksiejewna Karamczakowa (ros. Татьяна Алексеевна Карамчакова: ur. 1 czerwca 1969) – radziecka, a potem rosyjska zapaśniczka walcząca w stylu wolnym. Zdobyła trzy medale na mistrzostwach świata, w tym srebrny w 1994. Mistrzyni Europy w 1993 roku.
Mistrzyni ZSRR, a także siedmiokrotna mistrzyni Rosji.
Jej siostry, Lidija, Natalja i Inga były również zapaśniczkami.